# Sphaerotrochalus simillimus
Sphaerotrochalus simillimus är en skalbaggsart som beskrevs av Moser 1919. Sphaerotrochalus simillimus ingår i släktet Sphaerotrochalus och familjen Melolonthidae. Inga underarter finns listade i Catalogue of Life.